# 北海道鉄道 (初代)
北海道鉄道（）は、明治時代の北海道に存在した私鉄。現在の北海道旅客鉄道（JR北海道）函館本線の函館駅と南小樽駅の間を建設した。1906年（明治39年）公布の鉄道国有法により1907年（明治40年）7月1日に国有化された。
なお、現在の千歳線などを建設した北海道鉄道（1943年〈昭和18年〉国有化）は、別の会社である。

## 歴史

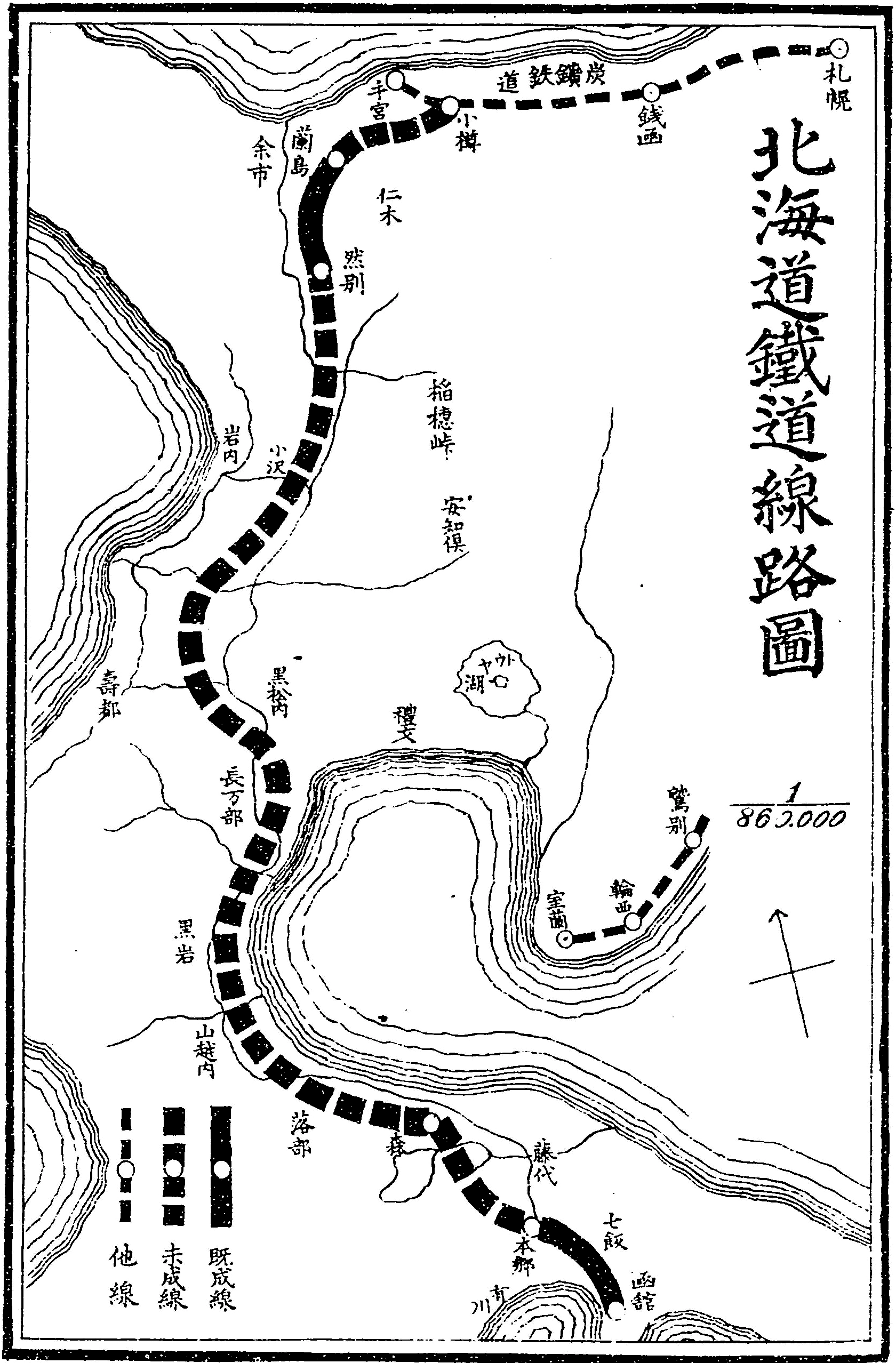
北海道鉄道 (初代) 1903年の路線図

- 1896年（明治29年）：函樽鉄道（かんそんてつどう [2]）として会社設立[3]。1900年（明治33年）に北海道鉄道に改称。
- 1902年（明治35年）12月10日：函館駅（初代） - 本郷駅間が開業し[4]、同区間に函館駅（初代、一般駅）[5][6][7]・桔梗駅（一般駅）[8]・七飯駅（一般駅）[8]・本郷駅（一般駅）[8][7]を開設。然別駅 - 蘭島駅間が開業し[4]、同区間に然別駅（一般駅）[8]・仁木駅（一般駅）[8]・余市駅（一般駅）[8]・蘭島駅（一般駅）[8]を開設。
- 1903年（明治36年）
  - 6月28日：本郷駅 - 森駅間が延伸開業し[4][新聞 1]、同区間に大沼駅（初代、一般駅）[8][7]・宿野辺駅（一般駅）[8]・森駅（一般駅）[8]を開設。山道駅 - 然別駅間が延伸開業し[4][新聞 1]、同区間に山道駅[5]を開設。蘭島駅 - 小樽中央駅間が延伸開業し[4][新聞 1]、同区間に塩谷駅（一般駅）[8]・小樽中央駅（一般駅）[8]を開設。この時点における運行本数は、山道駅 - 小樽中央駅間が1日3往復、函館駅（初代） - 森駅間が1日4往復であった[9]。
  - 11月3日：森駅 - 熱郛駅間が延伸開業し[4]、同区間に石倉駅（一般駅）[8]・野田追駅（一般駅）[8]・山越内駅（一般駅）[8][6]・八雲駅（一般駅）[8]・黒岩駅（一般駅）[8]・国縫駅（一般駅）[10][8]・長万部駅（一般駅）[8]・二股駅（一般駅）[11][8][7]・黒松内駅（一般駅）[8]・熱郛駅（一般駅）[11][8][7]を開設。
- 1904年（明治37年）
  - 7月1日：函館駅（2代） - 亀田駅間が延伸開業し[4]、同区間に函館駅（2代、一般駅）を新設[8][7]。函館駅（初代）を亀田駅に改称[6][7]。
  - 7月18日：稲穂トンネルの供用開始で小沢駅 - 山道駅間が延伸開業し[4]、同区間に小沢駅（一般駅）を新設[8]。山道駅が廃止[5]。
  - 10月15日：倶知安トンネルの供用開始で歌棄駅 - 小沢駅間が延伸開業し、函館駅（2代） - 高島駅間が全通[4][12][新聞 2]。同区間に磯谷駅（一般駅）[8]・蘭越駅（一般駅）[8]・昆布駅（一般駅）[8]・真狩駅（一般駅）[8]・比羅夫駅（一般駅）[8]・倶知安駅（一般駅）[8]を、既設区間に赤井川駅（一般駅）[8][新聞 2]・山崎駅（一般駅）[8][新聞 2]・紋別駅（一般駅）[10][8][新聞 2]・蕨岱駅（一般駅）[11][8][7][新聞 2]を開設。宿野辺駅を駒ヶ岳駅（当時の表記は「駒ヶ嶽」）[13][新聞 2]、山越内駅を山越駅[13][6][新聞 2]、熱郛駅を歌棄駅[13][7][新聞 2]、蘭島駅を忍路駅[13][新聞 2]、小樽中央駅を高島駅[注釈 1][4][13][新聞 2]に改称。
- 1905年（明治38年）
  - 1月29日：銀山駅（一般駅）を開設[8]。
  - 8月1日：高島駅 - 小樽駅（初代）間が延伸開業[4][12][15]。小樽駅（初代）にて北海道炭礦鉄道に接続。
  - 9月15日：北海道炭礦鉄道・北海道官設鉄道との間で旅客・小荷物・貨物の連絡運輸開始[12]。
  - 12月15日：歌棄駅を熱郛駅[13][7][新聞 3]、磯谷駅を目名駅[13][新聞 3]、真狩駅を狩太駅[13][新聞 3]、忍路駅を蘭島駅[13][新聞 3]、高島駅を中央小樽駅[注釈 1][4][13][新聞 3]にそれぞれ改称。
- 1906年（明治39年）9月8日：北海道炭礦鉄道との直通列車が函館駅（2代） - 札幌駅間で運行開始[4][16]。
- 1907年（明治40年）
  - 1月17日：国縫駅を約1.1 km紋別駅方へ移転[10]。
  - 6月5日：大沼公園臨時乗降場を開設。
  - 7月1日：北海道鉄道の函館駅（2代） - 小樽駅（初代）間が国有化[4][12]。

## 被買収路線
下記の開業線158 M77 Cが買収された。買収直前（1907年6月30日）における区間及び駅は次のとおり。
- 函館－小樽 158 M77 C
函館駅 - 亀田駅 - 七飯駅 - 本郷駅 - 大沼駅 - 大沼公園臨時乗降場 - 赤井川駅 - 駒ヶ岳駅 - 森駅 - 石倉駅 - 野田追駅 - 山越駅 - 八雲駅 - 山崎駅 - 黒岩駅 - 国縫駅 - 紋別駅 - 長万部駅 - 二股駅 - 蕨岱駅 - 黒松内駅 - 熱郛駅 - 目名駅 - 蘭越駅 - 昆布駅 - 狩太駅 - 比羅夫駅 - 倶知安駅 - 小沢駅 - 銀山駅 - 然別駅 - 仁木駅 - 余市駅 - 蘭島駅 - 塩谷駅 - 中央小樽駅 - 小樽駅

## 輸送・収支実績
| 年度 | 乗客（人） | 貨物量（トン） | 営業収入（円） | 営業費（円） | 益金（円） |
| ---- | ---------- | -------------- | -------------- | ------------ | ---------- |
| 1902 | 20,089     | 406            | 10,572         | 4,562        | 6,010      |
| 1903 | 364,100    | 43,047         | 161,956        | 289,042      | ▲ 127,086  |
| 1904 | 502,921    | 83,246         | 403,082        | 450,006      | ▲ 46,924   |
| 1905 | 660,064    | 154,750        | 701,436        | 534,319      | 167,117    |
| 1906 | 836,491    | 255,158        | 900,974        | 603,424      | 297,550    |
| 1907 | 240,680    | 84,190         | 299,443        | 267,418      | 32,025     |

- 「国有及私設鉄道運輸延哩程累年表」「国有及私設鉄道営業収支累年表」『鉄道局年報』明治40年度（国立国会図書館デジタルコレクション）より

## 車両
国有化時には機関車27、客車44、貨車300が引き継がれた。

### 蒸気機関車
A1形 - 1
0-6-0 (C) 形タンク機
米ボールドウィン社製
鉄道院1180形 NO.1181
旧高野鉄道7
A2形 - 2
0-6-0 (C) 形タンク機
英ナスミス・ウィルソン社製
鉄道院1170形 NO.1170
B1形 - 3, 4
2-4-2 (1B1) 形タンク機
汽車製造製
鉄道院230形 NO.269, 270
B2形 - 5
2-4-2 (1B1) 形タンク機
英ナスミス・ウィルソン社製
鉄道院600形 NO.647
A3形 - 6-8
0-6-0 (C) 形タンク機
英ダブス社製
鉄道院1850形 NO.1882-1884
C1形 - 9, 10
2-6-0 (1C) 形テンダ機
英ベイヤー・ピーコック社製
鉄道院7700形 NO.7712, 7713
D1形 - 11
0-4-4-0 (B+B) 形タンク機（マレー式）
独マッファイ社製
鉄道院4510形 NO.4510
C2形 - 12-17
2-6-0 (1C) 形テンダ機
英ノース・ブリティッシュ・ロコモティブ社製
鉄道院7800形 NO.7802-7807
E1形 - 18-22
0-6-2 (C1) 形タンク機
英ノース・ブリティッシュ・ロコモティブ社製
鉄道院2120形 NO.2378-2382
E2形 - 23-27
0-6-2 (C1) 形タンク機
英ノース・ブリティッシュ・ロコモティブ社製
鉄道院2120形 NO.2383-2387 - 旧鉄道作業局 B6形 NO.1016-1019& 1046

### 客車
木製2軸車
- イロ3.4　2両　天野工場製　定員一等8人二等18人　国有化後フイロ370.371（形式370）　一二等車（手用制動機附）形式図
- ロハ1-6　6両　東京車輌会社工場製（1-5）東京天野工場製（6）　定員（二等10人三等20人）　国有化後フロハ930-935（形式930） ニ三等車（手用制動機附）形式図
- ハ7-14　8両　東京車輌会社工場製、東京天野工場製　定員36人　国有化後フハ3434-3441（形式3434） ニ三等車（手用制動機附）　形式図
- ヨユ1-6　6両　製造所不明　　国有化後フユ3775-3780（形式3775） 郵便車（手用制動機附）　形式図図面無し
- ヨユ7-11　5両　新橋工場製　国有化後フユ3781-3785（形式3781）郵便車（手用制動機附）　形式図図面無し
- ユニ1.3　2両　天野工場製　国有化後ユニ3980.3981（形式3980） 郵便手荷物緩急車　形式図
- ユニ4　1両　北海道鉄道会社函館工場製　国有化後ユニ3982（形式3982） 郵便手荷物緩急車　形式図

木製ボギー車
- イロ1.2　2両　東京天野工場製、汽車製造会社製　定員一等18人二等32人　国有化後フホイロ5450.5451（形式5450） 一二等車（手用制動機附）　形式図
- イロ5　1両　東京車輌製造会社工場製　定員一等18人二等28人　国有化後フホイロ5460（形式5460） 一二等車（手用制動機附）　形式図
- イロ6.7　2両　東京天野工場製　定員一等19人二等30人　国有化後フホイロ5470.5471（形式5470） 一二等車（手用制動機附）　形式図
- ハ1-6　6両　東京天野工場製（1-3）汽車会社製造製（4-6）　定員80人　国有化後フホハ7980-7985（形式7980） 三等車（手用制動機附）　形式図
- ハ15-18　4両　東京車輌製造会社工場製（15.16）東京天野工場製（17.18）　定員80人　国有化後フホハ7990-7993（形式7990） 三等車　形式図
- ユニ5.6　2両　東京車輌製造会社工場製　国有化後ホユニ87300.8731（形式8730） 郵便手荷物緩急車　形式図
- ユニ7.8　2両　東京天野工場製、汽車会社製造製　国有化後ホユニ8740-8741（形式8740） 郵便手荷物緩急車　形式図

リンク先は国立国会図書館デジタルコレクションの『客車略図 上 下巻』

### 車両数の推移
| 年度 | 機関車 | 客車 | 貨車 |
| ---- | ------ | ---- | ---- |
| 1902 | 4      | 10   | 50   |
| 1903 | 10     | 30   | 150  |
| 1904 | 17     | 39   | 210  |
| 1905 | 22     | 44   | 250  |
| 1906 | 27     | 44   | 265  |

- 「私設鉄道現況累年表」『鉄道局年報』明治40年度（国立国会図書館デジタルコレクション）より

## 備考
北海道新幹線の札幌延伸後は、当鉄道が敷設した路線は小樽駅 - 南小樽駅間を除き、全て並行在来線として扱われる。そのうち長万部駅 - 余市駅間は、沿線自治体が廃止・バス転換を容認しており、事実上廃止が決定している。